# Апаяо
Апаяо (таг. Apayao) — одна из провинций Филиппин, находится в Кордильерском административном регионе. Административный центр — город Кабугао, правительство находится в городе Луна.

## География
Расположена в северной части острова Лусон, не имеет выхода к океану. Граничит с провинцией Кагаян (на севере и востоке), Калинга (на юге), Абра (на юго-западе) и Северный Илокос (на западе). Площадь — 3927,9 км².

## Население
Население по данным на 2010 год составляет 112 636 человека. По данным переписи 2000 года, около половины населения составляют илоки (50,82 %), около трети населения — народ апайо (29,95 %), проживают также другие этнические группы.
По данным на 2013 год численность населения составляет 107 679 человек.
Динамика численности населения провинции по годам:
| 2000   | 2007    | 2013    |
| ------ | ------- | ------- |
| 97 129 | 103 633 | 107 679 |

## Административное деление
До 1995 провинции Апаяо и Калинга составляли единую провинцию Апаяо-Калинга.
В административном отношении провинция делится на 7 муниципалитетов:
- Кабугао: делится на 21 барангай
- Каланасан (Баяг): делится на 19 барангаев
- Коннер: делится на 21 барангай
- Луна: делится на 22 барангая
- Пудтол: делится на 22 барангая
- Санта-Марсела: делится на 13 барангев
- Флора: делится на 16 барангаев

## Экономика
Основу экономики составляет сельское хозяйство, выращивают рис, кукурузу, кофе, фрукты и овощи. Развито животноводство и птицеводство. Имеется пищевая промышленность, производство мебели и др.